# Asticta immaculata
Asticta immaculata är en fjärilsart som beskrevs av Otto Staudinger 1901. Asticta immaculata ingår i släktet Asticta och familjen nattflyn. Inga underarter finns listade i Catalogue of Life.